# Gottfried Menzel

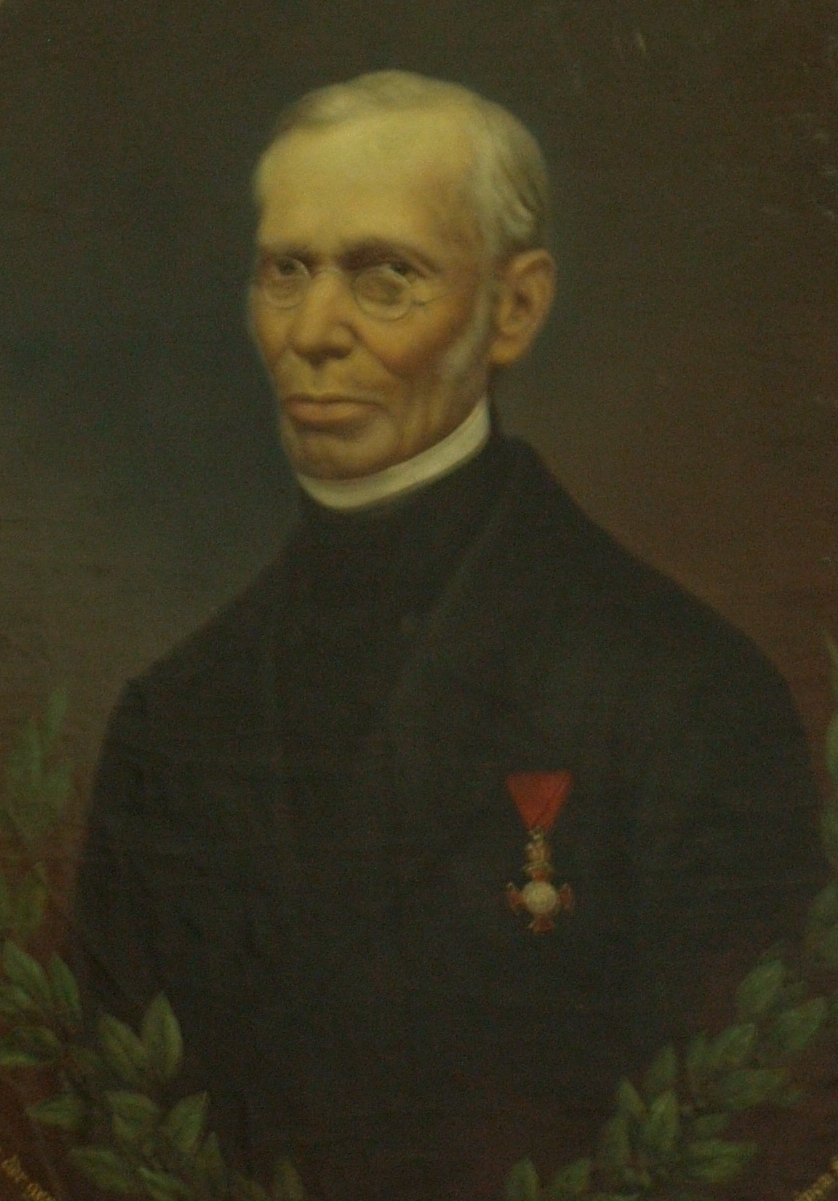
Gottfried Menzel, Gemälde

Gottfried Menzel (* 7. Juni 1798 in Schönwald bei Friedland; † 14. Mai 1879 in Neustadt an der Tafelfichte) war ein deutscher römisch-katholischer Priester und Naturforscher. Er befasste sich mit Botanik, Zoologie, Geologie und Klima des nördlichen Böhmen und veröffentlichte dazu wissenschaftliche Arbeiten.

## Leben
Menzel wurde in eine Bauernfamilie in Schönwald (tschechisch Krásný Les) bei Friedland (Frýdlant v Čechách) geboren. Er besuchte die Piaristenschule in Jungbunzlau, das Gymnasium der Prager Kleinseite und im Jahre 1824 das Priesterseminar in Leitmeritz. Danach wurde er Kaplan in Grottau. 1831 veröffentlichte er während seiner Zeit als Katechet an einer Mädchenschule in Reichenberg mit Flora der gräflich Clam-gallasschen Herrschaften Friedland, Reichenberg, Grafenstein und Lemberg mit praktischen Anmerkungen (Prag 1830–33) seine erste wissenschaftliche Arbeit. Das dem Grafen Christian Christoph Clam-Gallas gewidmete Herbarium ist heute im Stadtmuseum Frýdlants zu sehen. Unter Christian Christoph Clam-Gallas wurde Menzel 1834 Pfarrer in Neustadt an der Tafelfichte.
Auch als Pfarrer widmete Gottfried Menzel einen großen Teil seiner Zeit den Naturwissenschaften. Er beschäftigte sich unter anderem mit der Maulbeere als Nutzpflanze, Astronomie und Naturheilkunde. Ergebnisse seiner Forschung stellte er Schulen und Interessenten zur Verfügung. Als Mitte des 19. Jahrhunderts das Interesse der Bevölkerung an den Vereinigten Staaten anwuchs, bereiste Menzel auf eigene Kosten 1849 bis 1851 Texas, um dort Informationen über die dortigen Gegebenheiten zu sammeln. Anschließend veröffentlichte er sein Werk Die Vereinigten Staaten von Amerika mit besonderer Rücksicht auf die deutsche Auswanderung dahin nach eigener Anschauung geschrieben, in dem er die natürlichen, wirtschaftlichen und gesellschaftlichen Bedingungen beschreibt. Nach seiner Rückkehr nach Neustadt wurde er zum Dekan ernannt.
Im Jahre 1854 zog er sich wegen einer Augenkrankheit aus seinen Ämtern zurück. Er lebte wieder für mehrere Jahre in seinem Geburtsort Schönwald, kehrte aber 1875 nach Neustadt an der Tafelfichte zurück, wo er 1879 starb.
Gottfried Menzel erhielt von Franz Joseph I. ein Goldenes Verdienstkreuz mit der Krone. Ferner war er Ehrenmitglied wissenschaftlicher Gesellschaften, darunter die Naturforschende Gesellschaft der Oberlausitz. Schon zu Lebzeiten erhielt er die selten verliehene Ehrenbürgerwürde von Neustadt.

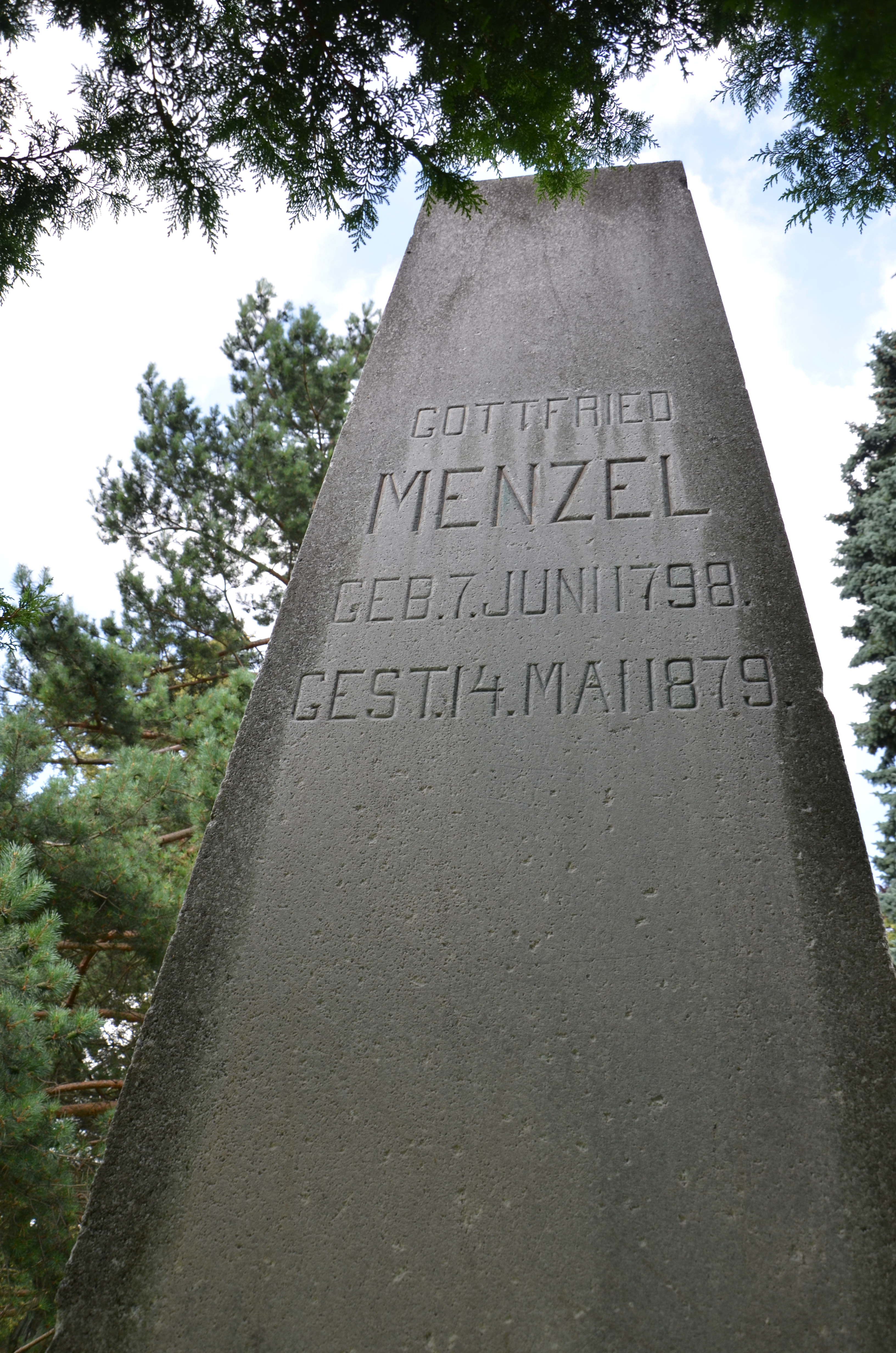
Gottfried Menzel – Teil des Marmor Obelisk hinter der Hl. Katharina-Kirche